# Die Belagerung von Ruby Ridge
Die Belagerung von Ruby Ridge (Originaltitel: The Siege at Ruby Ridge) ist ein zweiteiliges, für das Fernsehen produziertes US-amerikanisches Filmdrama aus dem Jahr 1996. Der Film erzählt über die im Jahr 1992 erfolgte, elf Tage andauernde Belagerung des Anwesens Ruby Ridge der Familie Weaver. Regie führte Roger Young, das Drehbuch schrieb Lionel Chetwynd anhand des Romans Every Knee Shall Bow von Jess Walter.

## Handlung
Das Ehepaar Vicki und Randy Weaver gehört der unteren US-amerikanischen Mittelklasse an. Beide sind streng religiöse protestantische Christen, die sich in der Gesellschaft, die sie als gottlos betrachten, nicht mehr wohlfühlen. Durch die Lektüre von extremistischer Literatur bestärkt, glauben sie, dass sie in den Endzeiten leben. Sie sehen den eigenen Pfarrer und ihre Familie als nicht religiös genug an und wollen sich aufs Land zurückziehen. Sie packen ihre Sachen und lassen sich in Idaho im Wald nieder. Die Kinder werden von ihnen selbst erzogen, da sie die staatlichen Schulen ablehnen. Der Kontakt zur Familie ist nicht abgerissen, jedoch haben sich die Weavers gegenseitig entfremdet. Das Ehepaar nimmt an geheimen Veranstaltungen Rechtsradikaler teil. Bei der Veranstaltung treffen unterschiedliche Strömungen aufeinander: der Ku-Klux-Klan, Neonazis, Neokonföderierte, radikale Christen aus der Mittelschicht und asoziale Skinheads. Vicki findet die Nazis zwar befremdlich, aber protestiert auch nicht energisch dagegen. Randy beschließt aktiver zu werden, sein Hass auf Juden und Schwarze wächst und er möchte sich stärker im Untergrund engagieren. Vicki, die lieber auf Armageddon warten möchte, rät ihm vorsichtig zu sein. Zur gleichen Zeit, schafft es das FBI, einen Informanten in die Gruppe zu bringen. Dieser entgeht einmal nur knapp einer Exekution durch einen übervorsichtigen Neonazi, der ihn verdächtigt, ein Agent zu sein. 1989 ist Randy in Waffenhandel mit ebendiesem Agenten verwickelt. Randys Kinder zieht er zu Rassisten heran und bildet sie an der Waffe aus.
Nach einem Nachbarschaftsstreit marschieren die Kinder der Weavers im Beisein der Mutter mit Hakenkreuzbinden auf, was veranschaulicht, dass Vicki inzwischen keine Berührungsängste mehr mit dem Rassismus hat.
Randys Benehmen wird selbst immer konfrontativer. Er gefährdet einen Indianer, der in der Nähe seines Hauses wohnt. Dieser macht Randy unmissverständlich klar, dass er ihn erschießen werde, falls er sich seinem Haus noch mal nähere.
Kurz danach tauchen Agenten des Bureau of Alcohol, Tobacco, Firearms and Explosives auf und sagen Weaver, dass sie Beweismaterial gegen ihn hätten.
Er solle für sie als Informant arbeiten, doch Weaver lehnt angewidert ab. Seine Frau bestärkt ihn darin, auf keinen Fall für die „Juden-Regierung“ zu arbeiten. Seine Frau und die Kinder beschließen, sich nicht zu ergeben. Vicki schreibt einen Brief an die Aryan Nation und erklärt, dass sie als weiße Amerikaner, Angehörige eines Stammes Israel, kämpfen werden.
Randy wird verhaftet und nur unter der Auflage freigelassen, sämtliche Waffen aufzugeben.
1991 erhöht das FBI den Druck auf Weavers Extremistenfreunde.
Eine Gruppe der FBI-Agenten betritt die Farm von Randy Weaver, gegen den ein Haftbefehl vorliegt. Es kommt zu einer Schießerei. Randys Ehefrau Vicki und sein minderjähriger Sohn Sammy sowie einige FBI-Agenten werden getötet. Randy Weaver ergibt sich einige Tage später.

## Kritiken
Film-Dienst schrieb, der Film versuche, die fatalen Folgen von Fanatismus und Unnachgiebigkeit anzuprangern.

## Auszeichnungen
Der Kameramann Donald M. Morgan wurde im Jahr 1996 für den Emmy nominiert. Der Film wurde 1996 für den Preis Artios der Casting Society of America nominiert.
Laura Dern und der Film in der Kategorie Bester Fernsehfilm wurden im Jahr 1997 für den Golden Satellite Award nominiert. Kirsten Dunst erhielt den YoungStar Award. Donald M. Morgan gewann 1997 den American Society of Cinematographers Award. Der Schnitt wurde 1997 für den Eddie der American Cinema Editors nominiert.

## Hintergründe
- Der Film wurde in Chico (Kalifornien) und in Magalia (Kalifornien) gedreht.[2] Seine Weltpremiere fand am 19. Mai 1996 statt.[3]
- Das Ehepaar Weaver verehrt den Autor Hal Lindsey. Sein Buch The Late, Great Planet Earth, ein Buch, das den baldigen Untergang der Erde prophezeit, wird erwähnt.
- Die Ermordung von Alan Berg durch The Order (1984) wird im Film unter den Protagonisten diskutiert und begrüßt. Es wird auch erwähnt, dass das FBI nach dem Mord Agenten auf die weißen Extremisten angesetzt hat.